# 井土ヶ谷事件

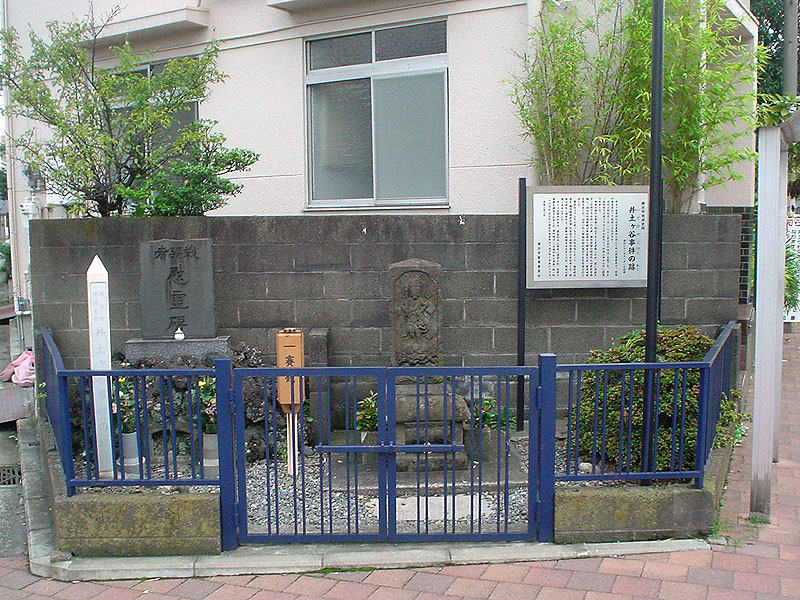
井土ヶ谷事件の跡（横浜市地域史跡）

井土ヶ谷事件（いどがやじけん）は、江戸時代末期（幕末）の1863年10月14日（文久3年9月2日）に現在の神奈川県横浜市南区井土ケ谷下町3付近にあたる武蔵国久良岐郡井土ヶ谷村字下之前で起きた、攘夷派の浪士によるフランス人士官殺傷事件。

## 経緯
横浜居留地の警備のため上海より呼び寄せられていたフランス陸軍アフリカ猟歩兵第3大隊所属のJ・J・アンリ・カミュ少尉（J. J. Henri Camus、1842年生まれ）と士官2名は、程ヶ谷宿に向かうため乗馬で井土ヶ谷村に入ったところを、浪士3名に襲撃された。先頭に居たカミュは死亡した。同行した他の2名は逃走し命に別状はなかった。
神奈川奉行並合原猪三郎は捜査を開始したが、フランス公使ド・ベルクールおよびフランス海軍提督ジョレスには犯人逮捕は難しい旨が報告され、襲撃した犯人は不明のまま逮捕されなかった。ベルクールは事件の解決と謝罪のため、フランスに特使として外国奉行竹本正雅（甲斐守）を派遣することを徳川幕府に勧めた。12月、幕府は横浜鎖港の交渉を行うために外国奉行池田長発ら34名からなる横浜鎖港談判使節団を派遣。翌年3月、使節団はフランスを訪れ政府に事件を謝罪すると同時に、195,000フラン（35,000ドル）の扶助金を遺族に支払い事件は解決したが、鎖港の交渉は失敗に終わった。
カミュの遺体は、横浜市中区の横浜外国人墓地に埋葬されている。

## 影響
イギリス士官アーネスト・サトウは、1866年（慶応2年）に著した『英国策論』においてこの事件に触れ、「1863年9月の切害は、現在は大君政府に知れながら、彼らは主人の威力を以て刑罰を逃れた。故にこの条約（日英修好通商条約）は、国家を制御することができない者と結んだということだ」と書いた。
この記事が国内で広く読まれ、討幕運動や明治維新のきっかけの一つとなった。

## 井土ヶ谷事件の跡
事件の現場から北西におよそ109メートルの位置にある井土ケ谷下町32-1の庚申塚に、「井土ヶ谷事件の碑」が建立されている。1988年（昭和63年）11月1日に「井土ヶ谷事件の跡」として横浜市地域史跡に登録された。